# Ерхов, Владимир Михайлович
Владимир Михайлович Ерхов (род. 8 октября 1958) — советский хоккеист, нападающий.

## Биография
Воспитанник воскресенского «Химика». В чемпионате СССР дебютировал в сезоне 1974/75, проведя за «Химик» одну игру. В следующем сезоне сыграл четыре матча. В 1981 году перешёл в команду второй лиги «Станкостроитель» Рязань, за которую провёл 8 сезонов. Выступал за клубы «Россия» Краснокамск (1989/90), «Металлург» Перник (Болгария, 1989/90 — 1991/92).